# Valerie Howarth
Pour les articles homonymes, voir Howarth.
Valerie Georgina Howarth, baronne Howarth de Breckland, (née le 5 septembre 1940 et morte le 23 mars 2025) est une Assistante de service social, britannique, par la suite chef de service dans plusieurs secteurs qui sera nommée membre de la Chambre des lords, siégeant comme crossbencher.

## Carrière
Lady Howarth, originaire du Yorkshire, fait ses études à l'Université de Leicester. Elle entamme sa carrière d'assistante sociale dans cette même ville, auprès de la 'Family Welfare Association'. En 1968 elle s'installe à Londres où elle est nommée responsable d'équipe sociale dans la mairie de Lambeth. Après une dixaine d'années elle y est promue directrice générale adjointe dans les services sociaux. En 1982 elle devient directrice générale des services sociaux dans le quartier londonien de Brent. Suite à une controverse dans le service, Valerie Howarth reprend des études de Management avant d'être nommée première directrice générale de l'association ChildLine en 1988. En 1999 elle donne sa démision pour consacrer plus de temps à d'autres rôles. 
Entr'autres, elle siège au conseil d'administration de la Food Standards Agency, et est administratrice de plusieurs organisations caritatives de bienfaisance pour enfants et marraine du National Youth Advocacy Scheme. Elle est vice-présidente de la National Care Standards Commission et secrétaire du groupe parlementaire des enfants.
Elle est faite OBE lors des Birthday Honours de 1999. Le 25 juin 2001 elle est créée pair à vie avec le titre baronne Howarth de Breckland, de Parson Cross dans le comté de Yorkshire du Sud. Elle est membre du conseil d'administration du service de conseil et de soutien aux tribunaux pour enfants et de la famille.